# Erhard Roy Wiehn
Erhard Roy Wiehn (* 1. August 1937 in Saarbrücken) ist Soziologe und emeritierter Professor im Fachbereich Geschichte und Soziologie der Universität Konstanz.

## Leben
Erhard Roy Wiehn war nach dem Besuch der Volksschule und einer 1951 begonnenen vierjährigen Lehre bei der Firma Pfaff bis 1957 in der Metallindustrie tätig, besuchte von 1957 bis 1961 in Neuss ein humanistisches Abendgymnasium und studierte 1961–1965 in München, Tübingen und in den USA Soziologie, Philosophie und Psychologie. 1965–1969 war er Assistent bei Ralf Dahrendorf. 1965 erwarb er den M.A., 1967 wurde er zum Dr. rer. soc. promoviert, 1971 erhielt er die Venia Legendi für Soziologie. 
Wiehn war 1971/1972 Fellow des Netherlands Institute for Advanced Study in the Humanities and Social Sciences (NIAS, Institute of the Royal Netherlands Academy of Arts and Sciences) in Wassenaar bei Den Haag. Von 1972 bis 1974 war er Universitätsdozent in Konstanz, 1974 Gastprofessor an der Universität Bielefeld, 1974–2002 Professor im Fachbereich Geschichte und Soziologie der Universität Konstanz. Er war mehrfach Mitglied des Kleinen und Großen Senats und stellvertretender Vorsitzender des Großen Senats sowie Mitglied anderer universitärer Gremien und Sprecher der Fachgruppe Soziologie der Universität Konstanz. 1983/1984 und 1990/1991 amtierte er als Dekan der Sozialwissenschaftlichen Fakultät, 1998/1999 als Prodekan. Von 1992 bis 1997 war er Projektleiter der Arbeitsgruppe Hochschulforschung. 2006 war er Max Kade Visiting Professor am Lafayette College in Easton, Pennsylvania, USA. Er war von 1987 bis 2002 Vorstandsmitglied der „Stiftung Umwelt und Wohnen“ an der Universität Konstanz.

## Wirken

### Wissenschaftliche Kooperationen
Er initiierte drei Partnerschaften der Universität Konstanz mit internationalen Universitäten: 1986: Partnerschaft zwischen den Universitäten Konstanz und Tel Aviv, er wirkte 1987–1997 als Beauftragter des Rektors für die Zusammenarbeit und war gleichzeitig Mitglied des Vorstandes der Lion Foundation (Zürich) sowie des Förderkreises für die Zusammenarbeit zwischen den Universitäten Konstanz und Tel Aviv. 1989: Zusammenarbeit mit der Kiewer Nationalen Universität für Wirtschaft KNEU (Beauftragter des Rektors 1990–1995 sowie 2005–2007). 1991: Partnerschaft mit der Nationalen Taras-Schewtschenko-Universität Kiew (Beauftragter des Rektors 1992–2007).
Er war Mitinitiator der Partnerschaften zwischen der Universität Konstanz und der Universität Alexandru Ioan Cuza Iași (Rumänien) 1992, der Karls-Universität Prag 1992 und der Russischen Plechanow-Wirtschaftsuniversität in Moskau 2003. Wiehn war 1997–1998 Mitglied der deutsch-ukrainischen Expertenkommission der deutsch-ukrainischen Hochschulrektorenkonferenz. 2002–2005 wirkte er als Mitglied der Auswahlkommission des Deutschen Akademischen Austauschdienstes (DAAD) für die Ukraine, Moldawien, Rumänien und die Türkei (Referat 322). Seit 1992 ist er Mitglied des International Academic Advisory Board der Sociological Papers der Bar-Ilan-Universität in Ramat Gan/Israel.

### Politik und Ehrenämter
Im politischen Bereich war er 1968–1983 Mitglied der FDP/DVP Baden-Württemberg, in den 1970er Jahren und teils bis Anfang der 80er Jahre Ortsvorsitzender in Konstanz, stellv. Kreisvorsitzender, Mitglied des Landesvorstandes und Bundesparteitagsdelegierter der FDP.
Er ist Mitbegründer und Mitglied der Deutsch-Israelischen Gesellschaft, Arbeitsgemeinschaft Bodenseeregion, und war 1974–1992 ihr Vorsitzender. Er ist seit den 1970er Jahren Mitglied der Gesellschaft für Christlich-Jüdische Zusammenarbeit Konstanz. 1991–1996 war er Kolumnist der Jüdischen Rundschau (Basel). 1999–2001 war er Initiator, Gründungsmitglied und stellv. Vorsitzender der Deutsch-Rumänischen Gesellschaft am Bodensee (Konstanz). Seit 1999 ist er Mitglied des Deutsch-Ukrainischen Forums e. V. (Berlin). Wiehn war in verschiedenen bürgerschaftlichen Aktivitäten engagiert und Anfang der 1980er Jahre Schöffe am Landgericht Konstanz.
1993 trat er gemeinsam mit seiner Frau Mirjam in den USA zum Judentum über. Er war seit 2002 Vorstandsmitglied der Jüdischen Gemeinde Kreuzlingen (Thurgau/Schweiz) und seit 2008 Co-Präsident der Jüdischen Gemeinde Kreuzlingen bis zu ihrer Auflösung 2016.

## Ehrungen und Auszeichnungen
- 1985 Eintragung ins Goldene Buch des Jüdischen Nationalfonds, Jerusalem;
- 1995 President’s Award der Universität Tel Aviv;
- 1995 Dr. h. c. der Nationalen Wirtschaftsuniversität Kiew;
- 1998 Jubiläumsmedaille 650 Jahre Karls-Universität Prag;
- 1998/99 Dr. h. c. der Nationalen Taras-Schewtschenko-Universität Kiew;
- 1999 Bundesverdienstkreuz am Bande;
- 1999 Honorarprofessor der Universität Alexandru Ioan Cuza Iași/Rumänien;
- 2000 Ehrendiplom des ukrainischen Bildungsministeriums für Verdienste um die deutsch-ukrainische wissenschaftliche Zusammenarbeit;
- 2001 Ehrenurkunde des Botschafters der Ukraine in Deutschland, Dr. Anatolij Ponomarenko, für den „Beitrag zur Festigung der deutsch-ukrainischen Beziehungen und anlässlich des 10. Jahrestages der Unabhängigkeit der Ukraine“;
- 2003 Dankurkunde der Pawlow-Klinik Kiew;
- 2007 Verdienstkreuz der Nationalen Taras-Schewtschenko-Universität Kiew;
- 2009 Ehrendiplom des ukrainischen Wissenschaftsministers für 20 Jahre wissenschaftliche und humanitäre Zusammenarbeit;
- 2011 Kurt Lion-Medaille für Freunde und Förderer der Universität Konstanz;
- 2016 Verdienstmedaille der Nationalen Taras Schewtschenko Universität Kiew;
- 2017 "Tourism Goodwill Ambassador for Israel" des Tourismus-Ministeriums in Jerusalem;
- 2017 Pflanzung einer Eiche im Kibbuz Kfar Masaryk/Israel;
- 2018 Ehrenkreuz für Wissenschaft und Kunst 1. Klasse der Republik Österreich;
- 2021 Verdienstorden des Landes Baden-Württemberg[1]

## Schriften (Auswahl)
- Theorien der sozialen Schichtung. Eine kritische Diskussion (= Studien zur Soziologie. 9, ISSN 0585-6205). Piper, München 1968, (Zugleich: Konstanz, Universität, Dissertation vom 14. Februar 1967; 2. Auflage. ebenda 1974, ISBN 3-492-01652-9).
- Intellektuelle in Politik und Gesellschaft. Enke, Stuttgart 1971, ISBN 3-432-01673-5.
- Ungleichheit unter Menschen als soziologisches Problem (= Konstanzer Universitätsreden. 61). Universitätsverlag, Konstanz 1973, ISBN 3-87940-071-7.
- als Herausgeber mit Paul Rothmund: Die F.D.P./DVP in Baden-Württemberg und ihre Geschichte. Liberalismus als politische Gestaltungskraft im deutschen Südwesten (= Schriften zur politischen Landeskunde Baden-Württembergs. 4). Kohlhammer, Stuttgart u. a. 1979, ISBN 3-17-004680-2.
- Kaiserslautern. Leben in einer pfälzischen Stadt. Meininger, Neustadt an der Weinstrasse 1982, ISBN 3-87524-024-3.
- als Herausgeber: 1984 und danach. Utopie, Realität, Perspektiven. Beiträge zum „Orwell-Jahr“. Universitätsverlag, Konstanz 1984, ISBN 3-87940-264-7.
- Gesammelte Schriften zur Soziologie. 3 Bände. Hartung-Gorre, Konstanz 1986–1992.
- als Herausgeber mit Horst Baier: Konstanzer Schriften zur Sozialwissenschaft. 1989 ff., ISSN 0936-8868.
- als Herausgeber mit Avital Gasith: On the Future of Water. A joint Konstanz University – Tel Aviv University Workshop on Water as a Limited Resource. Tel Aviv, March 24–28, 1996. Hartung-Gorre, Konstanz 1997, ISBN 3-89649-117-2.
- Deutsch-ukrainische Aktivitäten. Universitärer, humanitärer, publizistischer und menschlicher Brückenbau von Europa nach Europa 1989–2009. Hartung-Gorre, Konstanz 2009, ISBN 978-3-86628-239-1 (Darin auch Schoáh und Judaica in der Ukraine).
- MenschWerden. Dem Leben seinen Sinn geben. Erinnerungen 1937–2012. Hartung-Gorre, Konstanz 2012, ISBN 978-3-86628-412-8.
- Meine Kindheit und Jugend in Kaiserslautern. Leben in einer pfälzischen Stadt und auswärts. 1939–1957 und später. Hartung-Gorre, Konstanz 2014, ISBN 978-3-86628-502-6.
- Grunderfahrungen im Pfadfindertum. 1947–1957–1961. Eine Hommage. Hartung-Gorre, Konstanz 2014, ISBN 978-3-86628-509-5.
- NachLese. Aus geschenkter Zeit. Eine Art Tagebuch 2012–2014. Mit einem Anhang diverser Texte aus verschiedenen Lebensbereichen seit 1954. Hartung-Gorre, Konstanz 2015, ISBN 978-3-86628-500-2.
- SpätLese. Ein Tagebucharchiv aus geschenkter Zeit. 2014–2017. Hartung-Gorre, Konstanz 2017, ISBN 978-3-86628-585-9. Von Europa nach Europa – 25 Jahre Zusammenarbeit der Universität Konstanz und der Nationalen Taras Schewtschenko Universität Kiew.
- Von Europa nach Europa – 25 Jahre Zusammenarbeit der Universität Konstanz und der Nationalen Taras Schewtschenko Universität Kyiv. Erinnerungen 1992–2017. Konstanz 2017. ISBN 978-3-86628-591-0.
- AusLese I Jahrestagebucharchiv 2017/18. Konstanz 2018. ISBN 978-3-86628-609-2.

Schoa und Judaica
- Kaddisch – Totengebet in Polen. Reisegespräche und Zeitzeugnisse gegen Vergessen in Deutschland (= Judaica. 13). Verlag Darmstädter Blätter, Darmstadt 1984, ISBN 3-87139-080-1 (2., um eine Rede Bertrand Russells sowie Rezensionen und Zuschriften erweiterte Auflage. ebenda 1987).
- Dajénu. 2 Bände. Hartung-Gorre, Konstanz 1986–1988;
  - Band 1: Tagebuch einer Israelreise. 1986, ISBN 3-89191-079-0,
  - Band 2: Eine denkwürdige Dienstreise nach Israel. 1988, ISBN 3-89191-186-6.
- Novemberpogrom 1938. Die „Reichskristallnacht“ in den Erinnerungen jüdischer Zeitzeugen der Kehilla Kedoscha Konstanz 50 Jahre danach als Dokumentation des Gedenkens. Hartung-Gorre, Konstanz 1988, ISBN 3-89191-173-4.
- als Herausgeber: Judenfeindschaft. Eine öffentliche Vortragsreihe an der Universität Konstanz 1988/89. Hartung-Gorre, Konstanz 1989, ISBN 3-89191-272-2.
- als Herausgeber: Juden in der Soziologie. Eine öffentliche Vortragsreihe an der Universität Konstanz 1989. Hartung-Gorre, Konstanz 1989, ISBN 3-89191-312-5.
- als Herausgeber: Oktoberdeportation 1940. Die sogenannte „Abschiebung“ der badischen und saarpfälzischen Juden in das französische Internierungslager Gurs und andere Vorstationen von Auschwitz. 50 Jahre danach zum Gedenken. Hartung-Gorre, Konstanz 1990, ISBN 3-89191-332-X.
- als Herausgeber: Die Schoáh von Babij Jar. Das Massaker deutscher Sonderkommandos an der jüdischen Bevölkerung von Kiew 1941 fünfzig Jahre danach zum Gedenken. Mit einer Dokumentation. Hartung-Gorre, Konstanz 1991, ISBN 3-89191-430-X.
- als Herausgeber: Immer gegen den Strom. Ein jüdisches Überlebensschicksal aus Prag 1939–1950. Hartung-Gorre, Konstanz 1992, ISBN 3-89191-571-3.
- Ghetto Warschau. Aufstand und Vernichtung 1943 fünfzig Jahre danach zum Gedenken. Hartung-Gorre, Konstanz 1993, ISBN 3-89191-626-4.
- als Herausgeber: Konstanzer Schriften zur Schoáh und Judaica. 1992 ff., ISSN 0942-6043.
- Gewarnt. Kolumnen zur Lage. Vorworte und Rezensionen. 1991–1994. Hartung-Gorre, Konstanz 1994, ISBN 3-89191-753-8.
- als Herausgeber mit Brigitte Pimpl: Was für eine Welt. Jüdische Kindheit und Jugend in Europa 1933–1945. Ein Lesebuch. Hartung-Gorre, Konstanz 1995, ISBN 3-89191-816-X.
- Keine Entwarnung. Kolumnen zur Lage. Schriften zur Schoáh und Judaica 1994–1997. Hartung-Gorre, Konstanz 1997, ISBN 3-89649-111-3.
- Bleibende Warnungen. 5 Bände. Hartung-Gorre, Konstanz 1999–2013;
  - Band 1: Schriften zur Schoáh und Judaica. 1997–1999. 1999, ISBN 3-89649-414-7;
  - Band 2: Schriften zur Schoáh und Judaica. 1999–2003 sowie ausgewählte Briefe, Berichte und Rezensionen seit 1984. 2004, ISBN 3-89649-904-1;
  - Band 3: Gesammelte Vorworte, Vorträge und Miszellen. 2004–2007. 2007, ISBN 978-3-86628-146-2;
  - Band 4: Gesammelte Vorworte, Vorträge und Miszellen. 2007–2009. 2010, ISBN 978-3-86628-319-0;
  - Band 5: Gesammelte Vorworte, Vorträge und Miszellen. 2011–2013. 2013, ISBN 978-3-86628-474-6.
- als Herausgeber: Totengebet. 60 Jahre Beginn des Zweiten Weltkriegs und der Schoáh in Polen. Hartung-Gorre, Konstanz 1999, ISBN 3-89649-415-5.
- als Herausgeber: Camp de Gurs 1940. Zur Deportation der Juden aus Südwestdeutschland. 60 Jahre danach zum Gedenken. Hartung-Gorre, Konstanz 2000, ISBN 3-89649-530-5 (Neuausgabe als: Camp de Gurs. Zur Deportation der Juden aus Südwestdeutschland 1940. ebenda 2010, ISBN 978-3-86628-304-6).
- als Herausgeber: Babij Jar 1941. Das Massaker deutscher Exekutionskommandos an der jüdischen Bevölkerung von Kiew 60 Jahre danach zum Gedenken. Hartung-Gorre, Konstanz 2001, ISBN 3-89649-645-X.
- Juden in Thessaloniki. Die alte sephardische Metropole im kurzen geschichtlichen Überblick unter besonderer Berücksichtigung der Schoáh 1941–1944. Hartung-Gorre, Konstanz 2001, ISBN 3-89649-718-9 (In neugriechischer und englischer Sprache: Εβραίοι στη Θεσσαλονίκη. = Jews in Thessaloniki. Hartung-Gorre, Konstanz 2004, ISBN 3-89649-909-2).
- Zum Reichspogrom 1938. Die Ereignisse in Konstanz 70 Jahre danach zum Gedenken. Hartung-Gorre, Konstanz 2008, ISBN 978-3-86628-165-3.
- Martin Buber als Soziolog. 1878–1965–2008. Juden in der Soziologie. Hartung-Gorre, Konstanz 2008, ISBN 978-3-86628-204-9.
- als Herausgeber: Wer hätte das geglaubt. Erinnerungen im Kibbuz Buchenwald – Netzer Sereni an Hachschará und Konzentrationslager. 1939–1945–1985. Hartung-Gorre, Konstanz 2010, ISBN 978-3-86628-298-8.
- als Herausgeber: Schlomo Marcus: Judentum und Israel. Dialogische Meditationen. Mit einem Anhang zu den Herkunftsfamilien Marcus und Eschelbacher sowie autobiographischen Notizen. Zum 100. Geburtstag des Autors 2010. Hartung-Gorre, Konstanz 2010, ISBN 978-3-86628-325-1.
- Judentum und Christentum. Gemeinsames und Trennendes im kurzen Überblick. Versuch einer vergleichenden Betrachtung als aktueller Denkanstoß. Hartung-Gorre, Konstanz 2010, ISBN 978-3-86628-350-3.
- Kiew Babij Jar. Ein fast vergessenes Verbrechen 1941. Hartung-Gorre, Konstanz 2011, ISBN 978-3-86628-371-8 (Text deutsch, englisch, ukrainisch).
- Jüdisches Leben und Leiden in Konstanz. 50 Jahre Israelitische Kultusgemeinde Konstanz 1964–2014. Hartung-Gorre, Konstanz 2014, ISBN 978-3-86628-516-3.
- Von Rom nach Jerusalem. Mein Weg zum Judentum. Hartung-Gorre, Konstanz 2015, ISBN 978-3-86628-519-4.
- als Herausgeber: Die bittere Not begreifen. Deutsch-jüdische Deportiertenpost aus südfranzösischen Internierungslagern im Kontext der Hilfsaktion der Jüdischen Gemeinde Kreuzlingen Thurgau/Schweiz rund 75 Jahre danach zur Erinnerung 1940–1945. Hartung-Gorre, Konstanz 2016, ISBN 978-3-86628-571-2.
- als Herausgeber: Theodor Herzl – Auf der Insel Mainau, in Konstantinopel und in Palästina als Vater der israelischen Diplomatie 1898. Konstanz 2018, ISBN 978-3-86628-592-7